# Dumalinao
Dumalinao (Bayan ng Dumalinao) är en kommun i Filippinerna. Kommunen ligger på ön Mindanao, och tillhör provinsen Zamboanga del Sur. Folkmängden uppgår till 26 030 invånare.

## Barangayer
Dumalinao är indelat i 30 barangayer.
| - Anonang - Bag-ong Misamis - Bag-ong Silao - Baga - Baloboan - Banta-ao - Bibilik - Calingayan - Camalig - Camanga - Cuatro-cuatro - Locuban - Malasik - Mama (San Juan) - Matab-ang | - Mecolong - Metokong - Motosawa - Pag-asa (Pob.) - Paglaum (Pob.) - Pantad - Piniglibano - Rebokon - San Agustin - Sibucao - Sumadat - Tikwas - Tina - Tubo-Pait - Upper Dumalinao |